# Geoffrey Watson
Geoffrey S. Watson (Bendigo, 3 dicembre 1921 – Filadelfia, 3 gennaio 1998) è stato uno statistico australiano.

## Biografia
Watson nacque a Bendigo nel 1921. Studiò all'University of Melbourne, conseguì la laurea alla North Carolina State University nel 1951.
Dopo aver lavorato alla University of Melbourne, alla Australian National University, alla University of Toronto e alla Johns Hopkins University, divenne responsabile del Dipartimento di Statistica della Princeton University nel 1970, e vi rimase fino alla sua morte.
Watson sviluppò nel 1950, insieme a James Durbin della London School of Economics and Political Science, la Statistica di Durbin-Watson, una statistica test utilizzata per rilevare la presenza di autocorrelazione dei residui in un'analisi di regressione.
Nel 1966 è stato eletto come Fellow of the American Statistical Association.
Qualche volta viene confuso con il matematico G. L. Watson, che ha lavorato sulle forme quadratiche, e G. N. Watson, un analista matematico.